# 1956年イタリアグランプリ
1956年イタリアグランプリ (1956 Italian Grand Prix) は、1956年のF1世界選手権第8戦（最終戦）として、1956年9月2日にモンツァ・サーキットで開催された。
当レースには「ヨーロッパグランプリ」の冠がかけられた。

## レース概要
最終戦の当レースを迎えた時点で、チャンピオン争いはフェラーリのファン・マヌエル・ファンジオ（30点）とピーター・コリンズ（22点）の2人に絞られた。コリンズがチャンピオンになるには優勝してかつファンジオが無得点の場合のみで、ファンジオが圧倒的に有利であった。なお、コリンズと同じ22点のジャン・ベーラ（マセラティ）は有効ポイント制（1956年はベスト5戦）によりチャンピオンの可能性はない。
前年に引き続きロードコースとオーバルコースの複合コースで行われ、荒れた路面がシャシーやタイヤに大きな負担をかけることになった。
予選はファンジオ、エウジェニオ・カステロッティ、ルイジ・ムッソのフェラーリ3台がフロントローを独占した。
決勝はカステロッティとムッソが好スタートを切ったが、10周もしないうちにムッソはタイヤがボロボロになってしまいピットインを強いられ後退、カステロッティはタイヤがバーストしてしまい、オーバルの出口で派手なスピンを喫してリタイアとなった。その後はスターリング・モス、ファンジオ、ハリー・シェル、コリンズが順位を入れ替えながらトップ争いを繰り広げるが、ファンジオがステアリングの故障でピットインを強いられ脱落し、シェルもマシントラブルでリタイアとなった。モスはコリンズを引き離して独走態勢となる。ムッソがタイヤ交換と給油のため2度目のピットインを行う際にチームはファンジオとの交代を促すが、ムッソはこれを拒否してコースへ復帰した。その後コリンズもピットインするが、ピット内でうなだれているファンジオの姿を発見するとマシンを降りてファンジオに交代を申し出た。コリンズは逆転でチャンピオンを獲得するチャンスを捨ててエースを立てた。ファンジオは笑顔に戻り3位でコースへ復帰した。
トップを独走していたモスは45周目にガス欠に陥りスローダウンしてしまうが、後方から同じマセラティに乗るルイジ・ピオッティ（プライベート参戦）の機転によりマシンを押してもらい、ピットまで戻ることができた。モスの給油が終わるとムッソが首位に躍り出るが、残り3周でステアリングが壊れてコントロールを失い、スピンオフを喫してリタイアしてしまい、母国レースでの優勝の夢は潰えた。これでモスが再び首位に浮上してそのままチェッカーフラッグを受けた。コリンズからマシンを譲られたファンジオが5.7秒差の2位でフィニッシュし、3年連続4回目のチャンピオンが決定した。コリンズはなぜ自らチャンピオン獲得の可能性を捨てたのかと問われると、「僕はまだ（24歳と）若いし、これからもまだまだチャンスがある。ファンジオこそが今年の王者を奪うにふさわしい」と素直にファンジオのチャンピオン獲得を讃えた。コンノートのロン・フロックハートが3位に入賞し、ドライバー及びチームにとって初の表彰台を獲得した。
ゴルディーニはF1初年度の1950年以来F1に参戦し続けていたが、資金難により本年をもってF1から撤退した。

## エントリーリスト
| No.     | ドライバー                                          | エントラント                             | コンストラクター | シャシー | エンジン                   | タイヤ |
| ------- | --------------------------------------------------- | ---------------------------------------- | ---------------- | -------- | -------------------------- | ------ |
| 2       | レス・レストン                                      | コンノート・エンジニアリング             | コンノート       | B        | アルタ GP 2.5L L4          | A      |
| 4       | ロン・フロックハート アーチー・スコット＝ブラウン 1 | コンノート・エンジニアリング             | コンノート       | B        | アルタ GP 2.5L L4          | P      |
| 6       | ジャック・フェアーマン                              | コンノート・エンジニアリング             | コンノート       | B        | アルタ GP 2.5L L4          | P      |
| 8       | ヘルナンド・ダ・シルバ・ラモス                      | エキップ・ゴルディーニ                   | ゴルディーニ     | T32      | ゴルディーニ 25 2.5L L8    | E      |
| 10      | ロベール・マンヅォン                                | エキップ・ゴルディーニ                   | ゴルディーニ     | T32      | ゴルディーニ 25 2.5L L8    | E      |
| 12      | アンドレ・シモン                                    | エキップ・ゴルディーニ                   | ゴルディーニ     | T16      | ゴルディーニ 23 2.5L L6    | E      |
| 14      | エマヌエル・ド・グラッフェンリード                  | スクーデリア・セントロ・スッド           | マセラティ       | 250F     | マセラティ 250F1 2.5L L6   | P      |
| 16      | ピエロ・タルッフィ                                  | ヴァンダーヴェル・プロダクツ・リミテッド | ヴァンウォール   | VW2      | ヴァンウォール 254 2.5L L4 | P      |
| 18      | ハリー・シェル                                      | ヴァンダーヴェル・プロダクツ・リミテッド | ヴァンウォール   | VW2      | ヴァンウォール 254 2.5L L4 | P      |
| 20      | モーリス・トランティニアン                          | ヴァンダーヴェル・プロダクツ・リミテッド | ヴァンウォール   | VW2      | ヴァンウォール 254 2.5L L4 | P      |
| 22      | ファン・マヌエル・ファンジオ                        | スクーデリア・フェラーリ                 | フェラーリ       | D50      | フェラーリ DS50 2.5L V8    | E      |
| 24      | エウジェニオ・カステロッティ                        | スクーデリア・フェラーリ                 | フェラーリ       | D50      | フェラーリ DS50 2.5L V8    | E      |
| 26      | ピーター・コリンズ                                  | スクーデリア・フェラーリ                 | フェラーリ       | D50      | フェラーリ DS50 2.5L V8    | E      |
| 28      | ルイジ・ムッソ                                      | スクーデリア・フェラーリ                 | フェラーリ       | D50      | フェラーリ DS50 2.5L V8    | E      |
| 30      | アルフォンソ・デ・ポルターゴ                        | スクーデリア・フェラーリ                 | フェラーリ       | D50      | フェラーリ DS50 2.5L V8    | E      |
| 32      | ジャン・ベーラ                                      | オフィシーネ・アルフィエリ・マセラティ   | マセラティ       | 250F     | マセラティ 250F1 2.5L L6   | P      |
| 34      | ルイジ・ヴィッロレージ ヨアキム・ボニエ 2           | オフィシーネ・アルフィエリ・マセラティ   | マセラティ       | 250F     | マセラティ 250F1 2.5L L6   | P      |
| 36      | スターリング・モス                                  | オフィシーネ・アルフィエリ・マセラティ   | マセラティ       | 250F     | マセラティ 250F1 2.5L L6   | P      |
| 38      | パコ・ゴディア                                      | オフィシーネ・アルフィエリ・マセラティ   | マセラティ       | 250F     | マセラティ 250F1 2.5L L6   | P      |
| 40      | ルイジ・ピオッティ                                  | ルイジ・ピオッティ                       | マセラティ       | 250F     | マセラティ 250F1 2.5L L6   | P      |
| 42      | ジェリーノ・ジェリーニ                              | スクーデリア・ガステラ                   | マセラティ       | 250F     | マセラティ 250F1 2.5L L6   | P      |
| 44      | ロイ・サルヴァドーリ                                | ギルビー・エンジニアリング               | マセラティ       | 250F     | マセラティ 250F1 2.5L L6   | D      |
| 46      | ウンベルト・マグリオーリ                            | オフィシーネ・アルフィエリ・マセラティ   | マセラティ       | 250F     | マセラティ 250F1 2.5L L6   | P      |
| 48      | ブルース・ハルフォード                              | ブルース・ハルフォード                   | マセラティ       | 250F     | マセラティ 250F1 2.5L L6   | D      |
| 50      | ヴォルフガング・フォン・トリップス                  | スクーデリア・フェラーリ                 | フェラーリ       | D50      | フェラーリ DS50 2.5L V8    | E      |
| 52      | ルイ・ロジェ 3                                      | エキュリー・ロジェ                       | マセラティ       | 250F     | マセラティ 250F1 2.5L L6   | P      |
| 54      | ホレース・グールド 3                                | グールズ・ガレージ                       | マセラティ       | 250F     | マセラティ 250F1 2.5L L6   | P      |
| ソース: |                                                     |                                          |                  |          |                            |        |

追記
- ^1 - スコット＝ブラウンは国際ライセンスが得られず除外された
- ^2 - 交代要員としてエントリー
- ^3 - エントリーしたが出場せず[8]

## 結果

### 予選
| 順位    | No. | ドライバー                         | コンストラクター  | タイム  | 差     |
| ------- | --- | ---------------------------------- | ----------------- | ------- | ------ |
| 1       | 22  | ファン・マヌエル・ファンジオ       | フェラーリ        | 2:42.6  | —      |
| 2       | 24  | エウジェニオ・カステロッティ       | フェラーリ        | 2:43.4  | + 0.8  |
| 3       | 28  | ルイジ・ムッソ                     | フェラーリ        | 2:43.7  | + 1.1  |
| 4       | 16  | ピエロ・タルッフィ                 | ヴァンウォール    | 2:45.4  | + 2.8  |
| 5       | 32  | ジャン・ベーラ                     | マセラティ        | 2:45.6  | + 3.0  |
| 6       | 36  | スターリング・モス                 | マセラティ        | 2:45.9  | + 3.3  |
| 7       | 26  | ピーター・コリンズ                 | フェラーリ        | 2:46.0  | + 3.4  |
| 8       | 34  | ルイジ・ヴィッロレージ             | マセラティ        | 2:47.7  | + 5.1  |
| 9       | 30  | アルフォンソ・デ・ポルターゴ       | フェラーリ        | 2:47.8  | + 5.2  |
| 10      | 18  | ハリー・シェル                     | ヴァンウォール    | 2:50.1  | + 7.5  |
| 11      | 20  | モーリス・トランティニアン         | ヴァンウォール    | 2:51.6  | + 9.0  |
| 12      | 46  | ウンベルト・マグリオーリ           | マセラティ        | 2:52.7  | + 10.1 |
| 13      | 44  | ロイ・サルヴァドーリ               | マセラティ        | 2:54.6  | + 12.0 |
| 14      | 40  | ルイジ・ピオッティ                 | マセラティ        | 2:58.4  | + 15.8 |
| 15      | 6   | ジャック・フェアーマン             | コンノート-アルタ | 2:59.2  | + 16.6 |
| 16      | 42  | ジェリーノ・ジェリーニ             | マセラティ        | 3:02.6  | + 20.0 |
| 17      | 38  | パコ・ゴディア                     | マセラティ        | 3:02.9  | + 20.3 |
| 18      | 14  | エマヌエル・ド・グラッフェンリード | マセラティ        | 3:03.3  | + 20.7 |
| 19      | 2   | レス・レストン                     | コンノート-アルタ | 3:04.3  | + 21.7 |
| 20      | 8   | ヘルナンド・ダ・シルバ・ラモス     | ゴルディーニ      | 3:04.8  | + 22.2 |
| 21      | 48  | ブルース・ハルフォード             | マセラティ        | 3:05.0  | + 22.4 |
| 22      | 10  | ロベール・マンヅォン               | ゴルディーニ      | 3:06.6  | + 24.0 |
| 23      | 4   | ロン・フロックハート               | コンノート-アルタ | 3:08.1  | + 25.5 |
| 24      | 12  | アンドレ・シモン                   | ゴルディーニ      | 3:13.3  | + 30.7 |
| 25      | 50  | ヴォルフガング・フォン・トリップス | フェラーリ        | No Time |        |
| ソース: |     |                                    |                   |         |        |

### 決勝
| 順位    | No. | ドライバー                                                | コンストラクター  | 周回数 | タイム/リタイア原因 | グリッド | ポイント |
| ------- | --- | --------------------------------------------------------- | ----------------- | ------ | ------------------- | -------- | -------- |
| 1       | 36  | スターリング・モス                                        | マセラティ        | 50     | 2:23:41.3           | 6        | 9 1      |
| 2       | 26  | ピーター・コリンズ ファン・マヌエル・ファンジオ           | フェラーリ        | 50     | +5.7                | 7        | 3        |
| 3       | 4   | ロン・フロックハート                                      | コンノート-アルタ | 49     | +1 Lap              | 23       | 4        |
| 4       | 38  | パコ・ゴディア                                            | マセラティ        | 49     | +1 Lap              | 17       | 3        |
| 5       | 6   | ジャック・フェアーマン                                    | コンノート-アルタ | 47     | +3 Laps             | 15       | 2        |
| 6       | 40  | ルイジ・ピオッティ                                        | マセラティ        | 47     | +3 Laps             | 14       |          |
| 7       | 14  | エマヌエル・ド・グラッフェンリード                        | マセラティ        | 46     | +4 Laps             | 18       |          |
| 8       | 22  | ファン・マヌエル・ファンジオ エウジェニオ・カステロッティ | フェラーリ        | 46     | +4 Laps             | 1        |          |
| 9       | 12  | アンドレ・シモン                                          | ゴルディーニ      | 45     | +5 Laps             | 24       |          |
| 10      | 42  | ジェリーノ・ジェリーニ                                    | マセラティ        | 42     | +8 Laps             | 16       |          |
| 11      | 44  | ロイ・サルヴァドーリ                                      | マセラティ        | 41     | +9 Laps             | 13       |          |
| Ret     | 28  | ルイジ・ムッソ                                            | フェラーリ        | 47     | ステアリング        | 3        |          |
| Ret     | 46  | ウンベルト・マグリオーリ ジャン・ベーラ                   | マセラティ        | 42     | ステアリング        | 12       |          |
| Ret     | 18  | ハリー・シェル                                            | ヴァンウォール    | 32     | トランスミッション  | 10       |          |
| Ret     | 32  | ジャン・ベーラ                                            | マセラティ        | 23     | マグネット          | 5        |          |
| Ret     | 48  | ブルース・ハルフォード                                    | マセラティ        | 16     | エンジン            | 21       |          |
| Ret     | 20  | モーリス・トランティニアン                                | ヴァンウォール    | 13     | トランスミッション  | 11       |          |
| Ret     | 16  | ピエロ・タルッフィ                                        | ヴァンウォール    | 12     | オイル漏れ          | 4        |          |
| Ret     | 24  | エウジェニオ・カステロッティ                              | フェラーリ        | 9      | タイヤ              | 2        |          |
| Ret     | 34  | ルイジ・ヴィッロレージ ヨアキム・ボニエ                   | マセラティ        | 7      | エンジン            | 8        |          |
| Ret     | 10  | ロベール・マンヅォン                                      | ゴルディーニ      | 7      | シャシー            | 22       |          |
| Ret     | 30  | アルフォンソ・デ・ポルターゴ                              | フェラーリ        | 6      | タイヤ              | 9        |          |
| Ret     | 2   | レス・レストン                                            | コンノート-アルタ | 6      | サスペンション      | 19       |          |
| Ret     | 8   | ヘルナンド・ダ・シルバ・ラモス                            | ゴルディーニ      | 3      | エンジン            | 20       |          |
| DNS     | 50  | ヴォルフガング・フォン・トリップス                        | フェラーリ        |        | 予選でアクシデント  |          |          |
| ソース: |     |                                                           |                   |        |                     |          |          |

追記
- ^1 – ファステストラップの1点を含む

## 注記
- 車両共有:
  - 26号車: ピーター・コリンズ(35周)、ファン・マヌエル・ファンジオ(15周)。2位に入賞したため、2人に3点が与えられた。
  - 22号車: ファン・マヌエル・ファンジオ(30周)、エウジェニオ・カステロッティ(16周)
  - 46号車: ウンベルト・マグリオーリ(31周)、ジャン・ベーラ(11周)
  - 34号車: ルイジ・ヴィッロレージ(4周)、ヨアキム・ボニエ(3周)
- F1デビュー戦: ヨアキム・ボニエ、レス・レストン、ヴォルフガング・フォン・トリップス（フォン・トリップスは予選のみ）
- F1最終出走:
  - ドライバー: ヘルナンド・ダ・シルバ・ラモス、エマヌエル・ド・グラッフェンリード、ロベール・マンヅォン、ピエロ・タルッフィ、ルイジ・ヴィッロレージ
  - コンストラクター: ゴルディーニ
- F1キャリア初:
  - ロン・フロックハート - 初入賞及び初表彰台(3位)。コンノートはF1で唯一の表彰台を記録した。
  - ルイジ・ムッソ - 初ラップリーダー

## ランキング
ドライバーズ・チャンピオンシップ
|   | 順位 | ドライバー                   | ポイント |
| - | ---- | ---------------------------- | -------- |
|   | 1    | ファン・マヌエル・ファンジオ | 30 (33)  |
| 2 | 2    | スターリング・モス           | 27 (28)  |
| 1 | 3    | ピーター・コリンズ           | 25       |
| 1 | 4    | ジャン・ベーラ               | 22       |
|   | 5    | パット・フラハーティ         | 8        |

- 注:  トップ5のみ表示。ベスト5戦のみがカウントされる。ポイントは有効ポイント、括弧内は総獲得ポイント。